# 11 (album Karramby)
11 – ósmy album studyjny krakowskiego rapera Karramby. Wydawnictwo ukazało się 11 grudnia 2010 roku nakładem wytwórni muzycznej Fonografika. Album składa się z dwóch płyt CD.

## Lista utworów
Opracowano na podstawie materiału źródłowego.
| CD 1 – White Album 1. „Poziom 11 – Intro” 2. „Kizi Kizi Maxxx” 3. „Pocałuj Mnie...” 4. „Ile Kosztujesz?” 5. „KaRRamBaunzZz” (gośc.: YeeSooZ) 6. „Szukam Swojej Drogi” 7. „Będziesz Moja!” (gośc.: BriLLiaN) 8. „Życie Jest Piękne” 9. „Gdzie Byłeś? (gośc.: BriLLian)” 10. „Zawróć!” 11. „Puchacze Przez eRR” (gość.: Ivona, Słaby Program, YeeSooZ) 12. „Musisz Być Silny!” 13. „Więcej Haj$$$u” (gośc.: YeeSooZ) 14. „Otwórz Ozy” (gośc.: PTX [Sir Patricko]) 15. „Dujułonafak?” 16. „Czarny Kondukt” 17. „Pusto Tak... Smutno Tak...” | CD 2 – Black Album 1. „Dzidzia Przypomina - Skit” 2. „Psychopata” 3. „Stare Zasady” 4. „Sąsiad To Chuj!” 5. „PooPcie ;)” 6. „Będzie Dobrze!” 7. „Bajka o Grubasie” 8. „Ręką Chuja Nie Oszukasz” (gośc.: Dzidzia) 9. „Miłość?” 10. „Trzymajmy Się Razem!” (gośc.: PTX [Sir Patricko]) 11. „Collosseum” (gośc.: YeeSooZ) 12. „Polska Polska” 13. „Stookoo – Pookoo” 14. „A Ty Rób swoje!” 15. „Zabij! Rock Vatos Locos Session” 16. „Odchodzisz... [Leaving...]” (gośc.: Luv) 17. „Matka, Ojciec...” 18. „Nadchodzi Santa Muerte - outro” |